# Dorengt
Dorengt település Franciaországban, Aisne megyében. Lakosainak száma 150 fő (2022. január 1.). Dorengt Esquéhéries, Iron, Lavaqueresse, Leschelle és La Neuville-lès-Dorengt községekkel határos.

## Népesség
A település népességének változása:
| Lakosok száma | 230  | 183  | 171  | 149  | 156  | 159  | 154  | 155  | 154  | 150  |
|               | 1968 | 1982 | 1990 | 2006 | 2011 | 2016 | 2017 | 2019 | 2020 | 2022 |